# Coppa del Re 1978 (pallacanestro maschile)
La Coppa del Re 1978 è stata la 42ª Coppa del Re di pallacanestro maschile.

## Fase a gironi

### Gruppo 1
| Pos. | Squadra     | G  | V  | N | P  | PF   | PS   | DP   | Pt |
| ---- | ----------- | -- | -- | - | -- | ---- | ---- | ---- | -- |
| 1.   | Real Madrid | 12 | 12 | 2 | 0  | 1268 | 916  | +352 | 24 |
| 2.   | Estudiantes | 12 | 6  | 1 | 5  | 1088 | 1085 | +3   | 13 |
| 3.   | Askatuak    | 12 | 4  | 2 | 6  | 989  | 1079 | -90  | 10 |
| 4.   | CD Baskonia | 12 | 0  | 1 | 11 | 869  | 1134 | -265 | 1  |

### Gruppo 2
| Pos. | Squadra        | G  | V | N | P  | PF   | PS   | DP   | Pt |
| ---- | -------------- | -- | - | - | -- | ---- | ---- | ---- | -- |
| 1.   | FC Barcelona   | 12 | 9 | 1 | 2  | 1121 | 942  | +179 | 19 |
| 2.   | UER Pineda     | 12 | 6 | 1 | 5  | 967  | 997  | -30  | 13 |
| 3.   | CB Cotonificio | 12 | 6 | 1 | 5  | 986  | 1008 | -22  | 13 |
| 4.   | UE Mataró      | 12 | 1 | 1 | 10 | 902  | 1029 | -127 | 3  |

### Gruppo 3
| Pos. | Squadra               | G  | V  | N | P | PF   | PS   | DP   | Pt |
| ---- | --------------------- | -- | -- | - | - | ---- | ---- | ---- | -- |
| 1.   | Joventut Badalona     | 12 | 12 | 0 | 0 | 1218 | 944  | +274 | 24 |
| 2.   | CD Manresa            | 12 | 4  | 0 | 8 | 1042 | 1134 | -92  | 8  |
| 3.   | CB Areslux Granollers | 12 | 4  | 0 | 8 | 1036 | 1094 | -58  | 8  |
| 4.   | CB L'Hospitalet       | 12 | 4  | 0 | 8 | 949  | 1073 | -124 | 8  |

### Raffronto tra le terze classificate
| Pos. | Squadra               | G  | V | N | P | PF   | PS   | DP  | Pt | Gruppo |
| ---- | --------------------- | -- | - | - | - | ---- | ---- | --- | -- | ------ |
| 3.   | CB Cotonificio        | 12 | 6 | 1 | 5 | 986  | 1008 | -22 | 13 | 2      |
| 3.   | Askatuak              | 12 | 4 | 2 | 6 | 989  | 1079 | -90 | 10 | 1      |
| 3.   | CB Areslux Granollers | 12 | 4 | 0 | 8 | 1036 | 1094 | -58 | 8  | 3      |

## Tabellone
|  | Quarti di finale  | Quarti di finale  | Quarti di finale | Quarti di finale | Quarti di finale |  |  | Semifinali        | Semifinali        | Semifinali  | Semifinali  | Semifinali |  |  | Finale     | Finale     | Finale |  |
|  |                   |                   |                  |                  |                  |  |  |                   |                   |             |             |            |  |  |            |            |        |  |
|  | Pineda de Mar     | Pineda de Mar     | 87               | 75               | 162              |  |  |                   |                   |             |             |            |  |  |            |            |        |  |
|  | Barcellona        | Barcellona        | 112              | 118              | 230              |  |  | Barcellona        | Barcellona        | 123         | 118         | 241        |  |  |            |            |        |  |
|  | Estudiantes       | Estudiantes       | 98               | 93               | 191              |  |  | Estudiantes       | Estudiantes       | 86          | 96          | 182        |  |  |            |            |        |  |
|  | Manresa           | Manresa           | 80               | 106              | 186              |  |  |                   |                   |             |             |            |  |  | Barcellona | Barcellona | 103    |  |
|  | Joventut Badalona | Joventut Badalona | 93               | 97               | 190              |  |  |                   |                   | Real Madrid | Real Madrid | 96         |  |  |            |            |        |  |
|  | Askatuak          | Askatuak          | 90               | 91               | 181              |  |  | Joventut Badalona | Joventut Badalona | 102         | 109         | 211        |  |  |            |            |        |  |
|  | Círcol Catòlic    | Círcol Catòlic    | 86               | 75               | 161              |  |  | Real Madrid       | Real Madrid       | 86          | 132         | 218        |  |  |            |            |        |  |
|  | Real Madrid       | Real Madrid       | 137              | 123              | 260              |  |  |                   |                   |             |             |            |  |  |            |            |        |  |

## Finale
| Arbitri: | José Marcé Francisco Cardalda |

|                   |            |              |
| Guyette 31        | Punti      | 30 Brabender |
| Eduardo Kucharski | Allenatori | Lolo Sainz   |